# Rocky road (gelato)
Il rocky road è un tipo di gelato al cioccolato ideato negli Stati Uniti d'America con frutta secca e/o marshmallow interi o a cubetti. Solitamente il rocky road non presenta le scaglie di cioccolato.
Del dolce esistono delle varianti.

## Storia
Stando alle fonti, il rocky road venne ideato nel marzo del 1929 da William Dreyer, imprenditore di Oakland e co-fondatore dell'azienda dolciaria Dreyer's, quando, ispirandosi all'omonimo dolce, preparò del gelato al cioccolato a cui aggiunse delle noci e dei marshmallow tagliuzzati utilizzando le forbici da cucito di sua moglie. Lui e il suo socio d'affari Joseph Edy decisero di dare ad esso il nome di rocky road per "dare alla gente un motivo per cui sorridere nel bel mezzo della grande depressione". In seguito si decise di utilizzare le mandorle al posto delle noci.
Secondo altri, Dreyer avrebbe basato la sua ricetta su quella inventata da un suo amico che lavorava per la Fentons Creamery di nome George Farren, il quale avrebbe miscelato le barrette preparate dalla Fenton in un suo aroma di gelato. A differenza della preparazione di Farren, però, quella di Dreyer conteneva le noci al posto delle mandorle.